# Национална алијанса (Италија)
Национална Алијанса (итал. Alleanza Nazionale, AN) је била политичка партија италијанског десног центра, оријентисана ка национал-конзервативизму и либерал-конзервативизму.

## Историја
AN се рађа унутар Италијанског социјалног покрета (МСИ), на челу са Ђанфранком Финијем.
Године 1994. МСИ мења име у Италијански социјални покрет-Национална Алијанса и улази у центро-десничарску коалицију "Пол доброг управљања" поставши члан Берлусконијеве владе, која, међутим, након мало времена, пада.
На I Националном Конгресу (познат као "svolta di Fiuggi") 27. јануара 1995. године МСИ је распуштен а AN постаје самостална полтичка формација.
За разлику од свог претходника, AN одлучује дефинитивно напуштање неофашизма:
Праведно је упитати италијанску десницу да каже, без оклевања да је антифашизам историјски важан тренутак за повратак демократских вредности које је фашизам потиснуо.— Ђанфранко Фини, 1992
AN постаје трећа политичка странка у Италији и међу водећим партијама у коалицији. Успех странке се крунише именовањем Финија за Министра ииностраних послова и вицепремијера у II Берлусконијевој влади.
Године 2008. AN улази у центро-десничарску коалицију „Народа Слободе“, која побеђује изборе 2008; електорална побједа подстиче претварање Народа слободе у политичку партију у коју се АН утопљује, 29. марта 2009.